# نهر شاير
نهر شاير، هو نهر يقع في مالاوي في إفريقيا، وهو أكبر أنهار دولة مالاوي، يبلغ طوله حوالي 402 كيلومتر.

## الوصف
يشكل نهر شاير المنفذ الوحيد لبحيرة مالاوي ويتدفق إلى نهر زامبيزي في موزمبيق.
تم بناء سدين لتوليد الطاقة الكهرومائية على طول منطقة شاير شمال غرب بلانتير.
يعتبر نهر شاير أهم نظام للموارد الطبيعية في مالاوي، حيث يوفر مصادر الطاقة الرئيسة في البلاد، ودعم الزراعة وتوفير مصائد الأسماك، وكذلك في مجالات النقل والسياحة والمياه. 

## صور

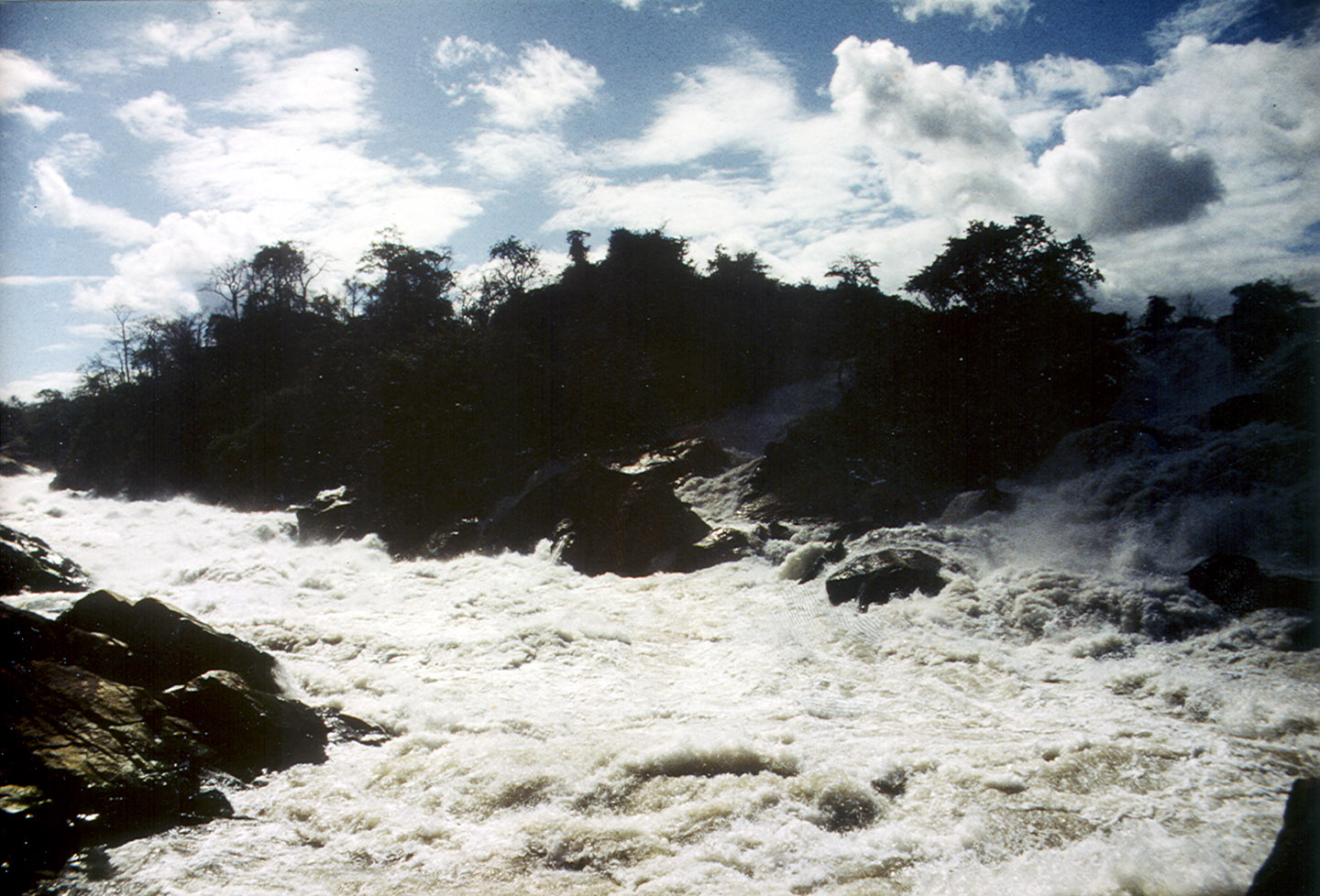
نهر شاير يتدفق في مالاوي
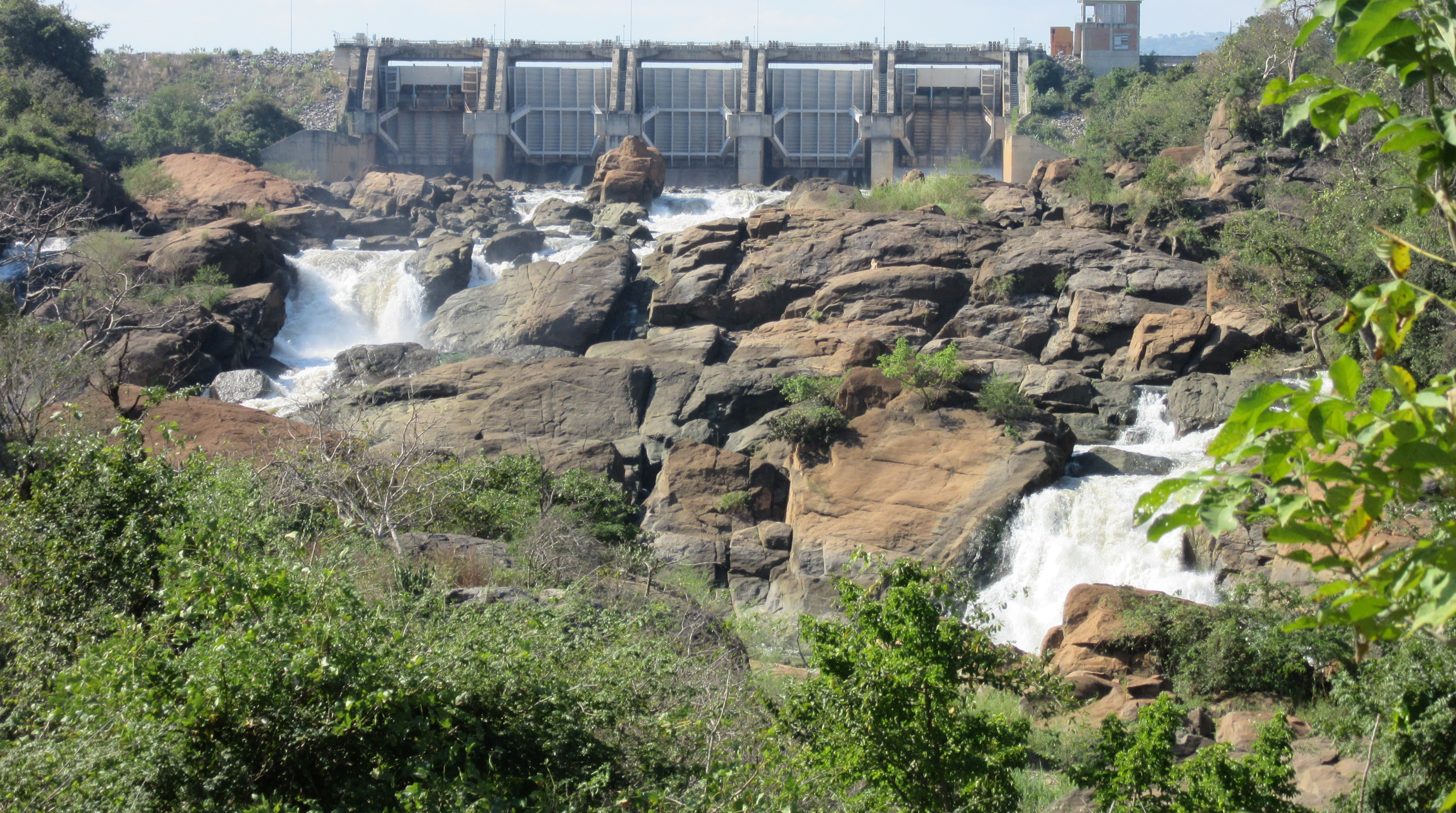
محطات توليد طاقة على النهر
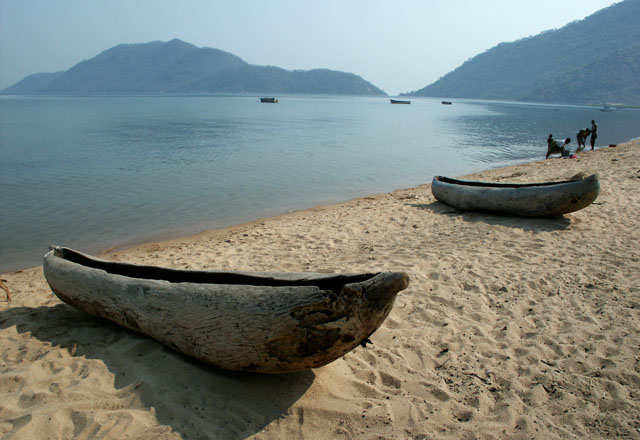
بحيرة مالاوي